# Cosimo Adelizzi
Cosimo Adelizzi (Battipaglia, 8 de febrero de 1983) es un político y empresario italiano.

## Biografía
Adelizzi es hijo de un emprendedor en el sector de distribución de bebidas, tiempo después reemplazó a su padre en la dirección de la empresa.
En las elecciones generales de Italia de 2018 se postuló por el Movimiento 5 Estrellas, siendo elegido diputado. Es miembro de la V Comisión (Presupuesto, Hacienda y Planificación) de la Cámara de diputados.